# Rádio Unifei
A Rádio Universitária UNIFEI (RAU) ou RAU é a emissora oficial da Universidade Federal de Itajubá (UNIFEI). Sua programação é variada e sem fins lucrativos, consistindo de músicas, informes educativos e notícias de ciência, tecnologia, inovação e empreendedorismo. O estúdio e o transmissor estão localizados no campus universitario Professor José Rodrigues Seabra da universidade em Itajubá, sul de Minas Gerais.

## História
A emissora foi inaugurada em outubro de 1963, com a solenidade de abertura em 22 de novembro, iniciando as transmissões do quinto andar do prédio central do Instituto Eletrotécnico de Itajubá, instituição que deu origem à Universidade Federal de Itajubá.

### Projeto
O projeto de criação da Rádio Universitária (RU) foi inciado em 1962 por José Leite - professor do Instituto Eletrotécnico de Itajubá - e pelos alunos Augusto Tocantins, Iwan Sabatella Filho, Silvio Areco Gomes e Rolf Buckmann, que desenvolveram e construíram a emissora. O projeto visava uma emissora em amplitude modulada, alcance regional com qualidade de som e estabilidade de frequência, capaz de operar continuamente por 24 horas ininterruptas.
As partes do transmissor da emissora foram inteiramente fabricadas nas oficinas do IEI, principalmente os chassis e o rack para o modulador, seção osciladora, estágio amplificador de radiofrequência (RF), e fonte de alimentação. Os transformadores de 1550 V da fonte de alimentação, de excitação e de saída do modulador foram enrolados e isolados a mão pelos próprios alunos. O oscilador de 745 kHz era controlado a cristal em circuito dobrador de frequência com saída em 1490 kHz com válvulas de excitação para um pentodo de potência 813 da RCA como amplificador de RF. O modulador operava com duas válvulas 6L6 e duas 808 em disposição push pull com saída ultra-linear, o que conferia alta fidelidade de som à rádio.
A carcaça da mesa de som foi descartada pela Rádio Itajubá - uma emissora comercial local - e recuperada nas oficinas do IEI. Recebeu os pré-amplificadores e equalizadores concebidos para alta qualidade de som. A entrada de programa contava com dois toca-discos com pratos equilibrados de inércia elevada, um gravador reprodutor de fita, um receptor comercial Zenith TransOceanic, e uma sala de locução à prova de som com dois microfones, fones anecoicos para o locutor e luzes de aviso. O sistema irradiante compreendia uma antena horizontal estendida acima da cobertura da sede e do laboratório de hidráulica do IEI, fabricada com fios de cobre e placas separadoras de alumínio.
O desenvolvimento da RU foi dividido da seguinte maneira: orientação e concepção técnica sob a responsabilidade do professor José Leite, projeto da seção de RF, modulação e fonte de alimentação por Iwan Sabatella Filho, seção de áudio e equalizadores por Rolf Buckmann, transformadores e válvulas, suprimentos e sistema irradiante por Augusto Tocantins e Silvio Areco Gomes. A construção na oficina, montagem do transmissor e da mesa de som, preparação da sala de locução, escritório, arquivo para o material de programação, instalação de iluminação, ar condicionado, tomadas de força, fonte de alimentação regulada, pintura e acabamento foi trabalho realizado pela equipe.
Mais tarde a emissora passou a operar com um transmissor comercial, também em amplitude modulada, na frequência de 1570 kHz e potencia ampliada para 250 W, com o prefixo ZYL 242, reconhecida pelo DENTEL.

### Programação
A programação básica da RU era dedicada à divulgação dos assuntos do IEI, atualidades sobre os cursos e seminários, divulgação das Semanas do Eletrotécnico, e notícias do setor de engenharia nacional. Na parte musical foi lançado um programa de música clássica, denominado Picape Automático - neste horário você faz o programa. O programa iniciava com uma breve biografia do compositor e em seguida uma hora de música orquestrada sem interrupção. Outro programa, denominado Arco-Íris Musical, era transmitido aos sábados e domingos, com musica internacional, enquanto que Um Piano ao Entardecer era transmitido todos os dias às 17 horas. Durante o dia era levado ao ar o programa Variedades com músicas selecionadas pela administração da RU, para manter elevada a qualidade da programação. Os locutores que se destacaram e assumiam a operação da RU nos horários da tarde e da noite em revezamento eram Augusto Tocantins, Carlos Kanawate e Eduardo Sandoval.
Um convênio firmado com a Deutsche Welle possibilitou a transmissão de programas de músicas e atualidades em fita que eram retransmitidos sob licença nos horários intermediários. Na parte cultural e artes, a RU se destacou dando oportunidade à sociedade local para incluir na programação notícias culturais da cidade, espaço para poesia e literatura. O esporte foi muito importante na programação da RU, emissora oficial dos Jogos da Primavera, com transmissão externa da Praça de Esportes e rádio enlace em UHF construído também pelos alunos.
A história pregressa da Rádio Universitária iniciou em 1959 com o requerimento de um canal de rádio pelo Diretor do IEI Eng. Pedro Mendes dos Santos destinado ao Laboratório de Ondas Eletromagnéticas e operação como emissora nos horários intermediários entre a pesquisa e experimentação. Em 22 de fevereiro foi reiterado ao então Ministro de Viação e Obras Públicas, Sr. Ernani do Amaral Peixoto, a licença para a rádio, que era denominada nestes expedientes Rádio Universitária Theodomiro Santiago - RUTS.
Em 1963 finalmente foi materializada como emissora regular de radiodifusão.